# Yasunori Miyabe
Yasunori Miyabe (Japans: 宮部 保範 Miyabe Yasunori) (Tokio, 5 november 1966) is een voormalig Japans schaatser. Miyabe was gespecialiseerd op de sprint afstanden 500 en 1000 meter.

## Records

### Persoonlijke records
| Afstand    | Tijd    | Datum            | Baan    |
| ---------- | ------- | ---------------- | ------- |
| 500 meter  | 35,79   | 23 november 1997 | Calgary |
| 1000 meter | 1.12,22 | 4 januari 1997   | Calgary |
| 1500 meter | 1.57,38 | 18 december 1993 | Ikaho   |

### Wereldrecords
| Nr. | Afstand        | Tijd    | Datum         | Baan    |
| --- | -------------- | ------- | ------------- | ------- |
| 1.  | 1000 meter     | 1.12,37 | 26 maart 1994 | Calgary |
| 2.  | Sprintvierkamp | 144,445 | 26 maart 1994 | Calgary |

## Resultaten
| Jaar | Olympische Spelen | WK Afstanden | WK Sprint |
| ---- | ----------------- | ------------ | --------- |
| 1991 |                   |              | 5e        |
| 1992 | 5e 500m 19e 1000m |              | 5e        |
| 1993 |                   |              | Zilver    |
| 1994 | 9e 500m           |              | -         |
| 1995 |                   |              | Brons     |
| 1996 |                   | 4e 500m      | 7e        |
| 1997 |                   | 19e 1000m    | 7e        |
| 1998 | -                 | 16e 500m     | -         |

- = geen deelname

### Medaillespiegel
| Kampioenschap     | Goud | Zilver | Brons |
| ----------------- | ---- | ------ | ----- |
| Olympische Spelen | 0    | 0      | 0     |
| WK Afstanden      | 0    | 0      | 0     |
| WK Sprint         | 0    | 1      | 1     |